# Sagittaria kurziana
Sagittaria kurziana är en svaltingväxtart som beskrevs av Christian Maximilian Hugo Glück. Sagittaria kurziana ingår i släktet pilbladssläktet, och familjen svaltingväxter. Inga underarter finns listade.